# Bribie
Bribie – wyspa w stanie Queensland, w Australii. Położona jest w gminie Moreton Bay Region, w Brisbane.
Wraz z North Stradbroke Island, South Stradbroke Island oraz wyspą Moreton oddziela Zatokę Moreton od Morza Koralowego.
Wyspa oddzielona jest od kontynentu Kanałem Pumicestone, ale jednocześnie połączona z kontynentalną częścią stanu za pomocą mostu zbudowanego w 1963 roku.
W 1994 roku na terenie wyspy został założony Park Narodowy Bribie Island o powierzchni 55,8 km².
Według spisu z 2006 roku, Bribie zamieszkiwało 15 916 osób. 75,62% mieszkańców urodziło się na terenie Australii, pozostali urodzili się głównie w Wielkiej Brytanii (7,82%), Nowej Zelandii (4%) oraz Niemczech (0,92%).